# Mercurol
Mercurol este o comună în departamentul Drôme din sud-estul Franței. În 2009 avea o populație de 2.159 de locuitori.

## Evoluția populației
| An        | 1975  | 1982  | 1990  | 1999  | 2006  | 2009  |
| --------- | ----- | ----- | ----- | ----- | ----- | ----- |
| Populație | 1.011 | 1.313 | 1.643 | 1.670 | 2.019 | 2.159 |